# Naglarby en Enbacka
Naglarby en Enbacka (Zweeds: Naglarby och Enbacka) is een tätort in de gemeente Säter in het landschap Dalarna en de provincie Dalarnas län in Zweden. Het tätort heeft 1005 inwoners (2005) en een oppervlakte van 120 hectare. Eigenlijk bestaat het tätort uit twee plaatsen: Naglarby en Enbacka.